# Rufling
Rufling ist mit der westlichste Stadtteil Leondings. Er hat 1437 Einwohner (Stand 1. Jänner 2024).

## Geografie
Rufling grenzt im Westen und im Norden an Wilhering, im Osten an Bergham und im Süden an Jetzing. Ein kleiner Teil des Kürnberger Walds befindet sich auf Ruflinger Gebiet. Mit einer Höhe von circa 435 Metern befindet sich in Rufling der höchste Punkt der Stadt Leonding.

## Geschichte
Zum ersten Mal erwähnt wurde Rufling im Jahr 791 n. Chr. als Hrodolfingum. In Rufling befindet sich das Schloss Rufling.

## Infrastruktur
Durch Rufling verlaufen die Linzer Lokalbahn sowie die Buslinie 17 der Linz Linien.